# Surd
Surd (szlovénül: Šurd) község Zala vármegyében, a Nagykanizsai járásban, a Zalaapáti-hát területén. A településen polgárőrség működik.

## Fekvése
Csurgótól északnyugatra, Zákány és Nemespátró közt fekvő település. Központján a 6804-es út halad keresztül, de közigazgatási területének déli részét érinti a Porrogszentkirálytól idáig húzódó 6813-as út is. A 6804-esből innen ágazik ki a Nemespátróra vezető 68 153-as, illetve a Beleznára vezető 68 154-es út.

## Története
Surd Árpád-kori település. Nevét már 1268-ban említették az oklevelek, mint a Hahót nemzetség birtokát. 1468-ban Szenterzsébeti Forster György szerezte meg a Berzenczei Lorántfi családtól, de ugyanakkor a Debrentei Himfi család is jogot formált rá. 1471-ben a Kanizsai családé volt, aki itteni birtokait visszaadta a Himfieknek és rokonaiknak. 1481-ben Forster György Tolnai Bornemisza Jánost osztályos testvérévé fogadva, a birtok felerészét átengedte neki, 1550-ben már Zalai Kelemen volt a földesura.
Az 1565–1566. évi török kincstári fejadójegyzékben csak 2 házzal vették fel. 1626-ban Szalay János birtoka volt, az 1660. évi dézsmaváltságjegyzék szerint a falut több nemescsalád lakta. 1659-ben már evangélikus lelkésze is volt a településnek. 1701–1703-ban a Szabó család, majd 1715-ben Madarász László birtoka volt és ekkor 16 háztartást írtak benne össze. 1726-ban a Szalay család, 1757-ben Niczky György tanácsos, 1773-ban gróf Niczky Kristóf, 1835-ben gróf Festetics László volt a földesura, majd az Inkey család lett a birtokosa.
1856-ban gróf Zichy Domonkos püspök, majd gróf Zichy Edmund volt a helység legnagyobb birtokosa és hasonnevű fiának van itt nagyobb birtoka és az övé az Inkey család régi kúriája is. 1848-ban az itt átvonuló horvát hadak három alkalommal is felégették a helységet. A faluban a 18. század során telepedtek le a Mura vidékéről (az akkor még Tótság-nak nevezett Vendvidékről) evangélikus szlovénok, akik mára asszimilálódtak. Az 1950-es megyerendezésig Somogy vármegye Csurgói járásához tartozott. 1910-ben 1022 magyar lakosa volt. Ebből 406 római katolikus, 2 református, 614 evangélikus volt.
Surdtól éjszakkeletre, a liszói határ felé feküdt egykor Pata falu is, és a községhez tartozott: Feketesár-puszta, mely 1856-ban a Festetics család déghi ágának birtoka volt, továbbá János-major és Petrács-puszta is.
A községben 2007-ben 614 fő élt és összesen 238 lakás volt.

## Közélete

### Polgármesterei
- 1990–1994: Pápai Ferenc (független)[5]
- 1994–1998: Id. Pápai Ferenc (független)[6]
- 1998–2002: Dezső János (független)[7]
- 2002–2006: Dezső János (független)[8]
- 2006–2010: Kanász János (független)[9]
- 2010–2014: Kanász János (független)[10]
- 2014–2019: Kanász János (független)[11]
- 2019–2024: Kanász János (független)[12]
- 2024– : Kanász János (független)[1]

## Népesség
A település népességének változása:
| Lakosok száma | 615  | 614  | 600  | 528  | 558  | 552  | 535  |
|               | 2013 | 2014 | 2015 | 2021 | 2022 | 2023 | 2024 |

A 2011-es népszámlálás idején a nemzetiségi megoszlás a következő volt: magyar 98,2%, cigány 0,88%. A lakosok 50,7%-a római katolikusnak, 0,8% reformátusnak, 33,7% evangélikusnak, 0,65% felekezeten kívülinek vallotta magát (13,6% nem nyilatkozott).
2022-ben a lakosság 89,4%-a vallotta magát magyarnak, 1,1% németnek, 0,7% cigánynak, 0,4% horvátnak, 1,8% egyéb, nem hazai nemzetiségűnek (10,2% nem nyilatkozott; a kettős identitások miatt a végösszeg nagyobb lehet 100%-nál). Vallásuk szerint 36% volt római katolikus, 23,7% evangélikus, 1,1% református, 0,2% egyéb keresztény, 1,1% egyéb katolikus, 5,4% felekezeten kívüli (32,6% nem válaszolt).

## Nevezetességei
A községben volt lelkész 1755-től 1779-ig Küzmics István (1723–1779) szlovén születésű lelkész, vallási író. Őt követte a szintén szlovén Bakos Mihály, aki ugyanúgy írt anyanyelvén.
Surd Magyarország egyik legnagyobb fenyőfatermelője, a falu lakosságának nagy része a karácsonyfák értékesítéséből él és az ország karácsonyfáinak mintegy 60 százalékát biztosítja. Ennek megalapozásában múlhatatlan érdemei voltak Pagony (Petrzilka) Károlynak (1887–1949), aki a somogyi és zalai fenyőtermesztés atyjaként került bele a helyi köztudatba. Ő alapított a Zichyek surdi birtokán faiskolát, amely már az 1930-as években országos hírű volt.

## Külső hivatkozások
- Surd község honlapja
- Surd az utazom.com honlapján